# Aalborg Privatbaner
Aalborg Privatbaner (APB) var et fælles driftsselskab, der blev dannet af de tre privatbaneselskaber, der 1897-1900 oprettede jernbaner omkring Aalborg og fra starten havde et vidtgående samarbejde om hovedkontor, fælles godsstation, remise og værksted.
16. oktober 1902 etablerede de selskabet Nordjyllands Forenede Privatbaner, som ændrede navn til Aalborg Privatbaner efter at der i 1913 også opstod privatbaner omkring Hjørring. 
Selskabet lukkede sammen med de sidste baner 1. april 1969.

## Selskaber og strækninger
- Fjerritslev-Frederikshavn Jernbane (FFJ)
  - (Aalborg-)Nørresundby-Fjerritslev
  - (Aalborg-)Nørresundby-Sæby-Frederikshavn
  - (Aalborg-Dronninglund-)Ørsø-Asaa
- Aars-Nibe-Svenstrup Jernbane (ANSJ), fra 1910 Aalborg-Hvalpsund Jernbane (AHB)
  - (Aalborg-)Svenstrup-Nibe-Aars-Hvalpsund
- Aalborg-Hadsund Jernbane (AHJ)
  - Aalborg-Hadsund

FFJ, der i virkeligheden drev to baner, ejede halvdelen af APB, mens ANSJ/AHB og AHJ hver ejede en fjerdedel. Udgifterne til maskindepotet og godsstationen blev oprindeligt delt i forholdet 6:3:2. Fra 1946 ændredes det, så udgifterne til godsstationen blev fordelt efter banernes indtægt og udgifterne til maskindepotet efter deres kulforbrug.
Langt det meste rullende materiel var ejet af de enkelte baner, og kun 4 lokomotiver, 1 motorvogn, 1 skinnebusbivogn, 7 tørvevogne og 2 hjælpevogne bar ejendomsmærket APB.

## Værksted og remise
Privatbanernes fælles værksted og remise blev bygget i 1901 efter planer fra DSB's daværende maskindirektør Otto Busse. Foruden daglig vedligeholdelse skulle de kunne udføre reparationer og ombygninger, så det var et stort værkstedskompleks og en rundremise med 18 spor, der blev opført for enden af Hjulmagervej.
En voldsom brand raserede værkstederne i 1928, men de blev genopbygget med hensyntagen til, at der nu var kommet andre materieltyper til: skinnebusser og vejkøretøjer (busser, lastbiler og påhængsvogne).

## Aalborg G
Aalborg G station, der blev indviet 8. december 1902, var toglederstation og fælles lokomotiv- og godsstation for Aalborg Privatbaner. Den havde ikke persontrafik, for alle 4 baner fik fuld optagelse på Aalborgs store nye banegård, da den åbnede, også i 1902.
I august 1949 oprettedes et Trafikkontor med en trafikinspektør, så stationsforstanderen på Aalborg G mistede funktionen som togleder. I stedet blev godsekspeditøren stationsforstander. Men DSB overtog 1. september 1957 privatbanernes rangering og 1. november 1959 deres godsekspedition. Pakhuset, der lå omtrent midtvejs oppe ad den nuværende Dag Hammarskjöldsgade, blev revet ned, da gaden blev anlagt.
Navnet Aalborg G dækkede nu kun over maskindepotet. Desuden lå APB's hovedkontor stadig i stationsdelen af Aalborg G, men bygningen var nu alt for stor og blev afkortet i sydenden. Den ligger endnu på Jyllandsgade 20 - stærkt moderniseret. 